# Eberhard Bieber
Eberhard Bieber ist ein deutscher Sänger und Gitarrist.
Er wuchs in Thüringen auf und studierte Gesang an der Hochschule für Musik Franz Liszt Weimar, Fachbereich Jazz und Pop.
Es folgten Solokonzerte und Touren mit der von ihm gegründeten Bieber-Band, der Gruppe Feeling, dem Bassisten Uwe Rapp und dem Schlagzeuger Marcus Horn. U.a. tritt er jährlich auf dem Krämerbrückenfest in Erfurt auf. Ferner produzierte er Werbetrailer-, Radio- und TV-Sendungen. In seinem Stil orientiert er sich an Bob Dylan, John Lennon, Eric Clapton und James Taylor.
Neben seiner musikalischen Tätigkeit unterrichtet er Gesang an der MusicArtSchool in Erfurt.

## Aufnahmen
- Eberhard Bieber: Things Change, Weimar 2009